# GParted
GParted – edytor partycji oparty na środowisku graficznym GNOME dostępny na licencji GPL. Jest używany do tworzenia, usuwania, zmiany rozmiaru, przenoszenia, sprawdzania i kopiowania partycji oraz systemów plików znajdujących się na nich. Jest przydatny do tworzenia przestrzeni dla nowych systemów operacyjnych, reorganizacji użycia dysku, kopiowania danych rezydujących na dysku twardym i tworzenia lustrzanych kopii partycji.
Używa libparted do wykrycia i manipulowania urządzeniami i tablicami partycji, podczas gdy opcjonalne narzędzia dostarczają wsparcia dla systemu plików nie włączonych w libparted. Te opcjonalne pakiety będą wykrywane podczas uruchamiania i nie wymagają przebudowy GParted.
GParted jest napisany w C++ i używa gtkmm jako narzędzi graficznych. Najważniejszą w nim rzeczą jest zachowanie tak prostego interfejsu graficznego, jak to tylko możliwe i w najwyższej zgodzie z ergonomią.
Istnieją też wersje LiveCD i Live USB oparte na Debian GNU/Linux i zbudowane w oparciu o najnowszą wersję jądra 2.6. Są one uaktualniane z chwilą powstania nowszej wersji GParted. Wersja Live USB jest identyczna z wersją Live CD, wyłączając zmienione skrypty startowe. Program ten można znaleźć również w innych dystrybucjach Live takich jak SystemRescueCd czy Knoppix.
Alternatywą dla tego programu jest GNOME Disks.

## Obsługiwane opcje: Systemy plików i typy partycji
GParted obsługuje następujące operacje i systemy plików (pod warunkiem że wszystkie elementy były włączone w czasie kompilacji i wszystkie wymagane narzędzia są obecne w systemie):
|                      | Wykrywa | Czyta | Tworzy | Zwiększa rozmiar | Zmniejsza rozmiar | Przenosi | Kopiuje | Sprawdza | Ustawia etykietę |
| -------------------- | ------- | ----- | ------ | ---------------- | ----------------- | -------- | ------- | -------- | ---------------- |
| Btrfs                | T       | T     | T      | T                | T                 | T        | T       | T        | T                |
| dm-crypt / luks      | T       | N     | N      | N                | N                 | N        | N       | N        | N                |
| exFAT                | T       | N     | N      | N                | N                 | T        | T       | N        | N                |
| ext2                 | T       | T     | T      | T                | T                 | T        | T       | T        | T                |
| ext3                 | T       | T     | T      | T                | T                 | T        | T       | T        | T                |
| ext4                 | T       | T     | T      | T                | T                 | T        | T       | T        | T                |
| Partycja rozszerzona | T       | T     | T      | Częściowo        | Częściowo         | N        | N       | N        | nd.              |
| FAT16                | T       | T     | T      | T                | T                 | T        | T       | T        | T                |
| FAT32                | T       | T     | T      | T                | T                 | T        | T       | T        | T                |
| HFS                  | T       | T     | T      | N                | T                 | T        | T       | N        | N                |
| HFS+                 | T       | T     | T      | N                | T                 | T        | T       | T        | N                |
| JFS                  | T       | T     | T      | T                | N                 | T        | T       | T        | T                |
| swap                 | T       | N     | T      | T                | T                 | T        | T       | N        | N                |
| LVM2 PV              | T       | T     | T      | T                | T                 | T        | N       | T        | N                |
| NTFS                 | T       | T     | T      | T                | T                 | T        | T       | T        | T                |
| Reiser4              | T       | T     | T      | N                | N                 | T        | T       | T        | N                |
| ReiserFS             | T       | T     | T      | T                | T                 | T        | T       | T        | T                |
| UFS                  | T       | N     | N      | N                | N                 | T        | T       | N        | N                |
| XFS                  | T       | T     | T      | T                | Częściowo         | T        | T       | T        | T                |